# Neoaulacoryssus
Neoaulacoryssus is een geslacht van kevers uit de familie van de loopkevers (Carabidae). De wetenschappelijke naam van het geslacht is voor het eerst geldig gepubliceerd in 1985 door Noonan.

## Soorten
Het geslacht Neoaulacoryssus omvat de volgende soorten:
- Neoaulacoryssus cupripennis (Gory, 1833)
- Neoaulacoryssus speciosus (Dejean, 1829)